# 上野学園大学
上野学園大学（うえのがくえんだいがく、英語: Ueno Gakuen University）は、日本にあった私立大学。東京都台東区に本部を置いていた日本の私立大学。1904年に創立され、1958年に女子大学として設置、2007年より男女共学化、2024年に廃止された。

## 沿革
- 1904年11月 - 上野桜木町に私立上野女学校を創立。
- 1910年9月 - 財団法人私立上野高等女学校を創設。
- 1912年10月 - 校地を移転。
- 1914年11月 - 私立上野実習女学校を私立上野家政女学校へ改称。
- 1946年4月
  - 上野女子高等学院（文化科、家政科）を設置。
  - 上野高等女学校（英語科、被服科）を設置。
  - 財団法人上野学園へ改組。
  - 上野高等女学校が東京都の音楽研究指定校となる。
- 1947年4月 - 上野学園中学校を設置（学校教育法実施により、上野高等女学校および専攻科は上野学園中学校・高等学校へ改組）。
- 1948年4月 - 上野学園高等学校を設置。
- 1949年4月
  - 上野学園高等学校に高等学校では全国初となる音楽科を設置。
  - 上野学園高等学校に別科を設置。
- 1951年2月 - 運営母体を学校法人上野学園へ改組。
- 1952年4月
  - 上野学園短期大学開学、音楽科を設置。
  - 上野女子高等学院を廃止。
- 1956年11月 - 上野学園短期大学に家政科を設置。
- 1958年4月 - 上野学園大学開学、音楽学部（器楽学科、声楽学科、音楽教育学科）を設置。
- 1959年3月 - 上野学園短期大学音楽科を発展的に解消。
- 1961年3月 - 上野学園家政高等学院を上野学園草加高等学校へ改組。
- 1963年
  - 4月 - 大学音楽学部器楽学科に日本初となるチェンバロ専門を設置、音楽教育学科に音楽学専門を設置
  - 10月 - 大学音楽学部が日本音楽史料の組織的収集に着手。
- 1966年4月
  - 大学音楽専攻科（音楽教育専攻、器楽専攻、声楽専攻）を設置。
  - 短期大学音楽科を埼玉県草加市に再設置。
- 1968年4月 - 上野学園短期大学専攻科（音楽専攻）を設置。
- 1969年4月 - 大学音楽学部器楽学科に日本初となるリュート、ヴィオラ・ダ・ガンバ、リコーダーの各専門を設置。
- 1970年4月 - 大学音楽専攻科の音楽教育専攻を音楽学専攻へ改称。
- 1971年4月 - 大学音楽学部器楽学科に日本初となるギター専門を設置。
- 1973年4月 - 研究施設「上野学園日本音楽資料室」を創設。
- 1975年3月 - 上野学園草加高等学校を廃止、上野学園高等学校へ統合。
- 1985年4月
  - 上野学園短期大学家政科を草加キャンパスへ移転。
  - 上野学園短期大学を上野学園大学短期大学部へ改称。
  - 短期大学部に人文学科（英語専攻・文化専攻）を設置。
- 1995年4月 - 短期大学部人文学科を、大学国際文化学部（国際文化学科）へ改組。学科内に、英語と英国・アイルランド文化、スペイン語とイベリア、ラテン･アメリカ文化の3コースを設置。
- 1996年3月 - 短期大学部人文学科を廃止。
- 2000年4月 - 短期大学部音楽科に音楽療法士養成教育課程を開講。
- 2004年4月
  - 創立100周年を迎える。
  - 大学の音楽学部と国際文化学部を統合し、音楽・文化学部（音楽学科、国際文化学科）を設置。音楽学科に演奏家課程を設置。
- 2005年4月
  - 大学音楽・文化学部音楽学科の演奏家課程を演奏家コースへ改称。
  - 大学、短期大学部を上野キャンパスへ移転。
- 2006年10月 - 日本音楽資料室を上野学園大学日本音楽史研究所へ改称。
- 2007年
  - 4月 - 中学校・高等学校・短期大学部・大学を男女共学化。
  - 4月 - 国際文化学科の学生募集停止（2010年3月廃止）。
  - 5月 - 創立100周年記念事業として、15階建ての新校舎が竣工。
  - 9月 - 上野学園楽器展示室を開室。
  - 10月 - 上野学園大学日本音楽史研究所を草加キャンパスへ移転。
- 2010年
  - 3月 - 大学音楽・文化学部の国際文化学科を廃止。
  - 4月 - 大学の音楽・文化学部を音楽学部へ改称。上野学園大学日本音楽史研究所が大学附置研究所となる。
  - 5月 - 音楽文化研究センターを大学音楽学部附属機関として設置。
- 2015年4月
  - 大学ミュージック・リサーチ・コースをグローバル教養コースへ改称。
  - グローバル教養コースに文化創造マネジメント専門を開設。
- 2020年3月
  - 大学機関別認証の再評価で不適合[1]とされる。
- 2021年4月 - 大学の学生募集停止[2]。
- 2024年4月1日 -  上野学園大学短期大学部を上野学園短期大学に再改称する
- 2024年7月10日 - 文部科学省より廃止認可[3]。

## 系列校
- 上野学園短期大学
- 上野学園中学校・高等学校

## 施設
- 石橋メモリアルホール - 敷地内にあるパイプオルガンを備えたコンサートホール。各種演奏会・講演会の他、能・狂言の公演なども開催される。
- エオリアンホール - 主に古楽器などの演奏会を行う小ホール。

## 学部・学科
- 音楽学部
  - 音楽学科
    - 器楽コース
    - 声楽コース
    - グローバル教養コース
- 音楽専攻科
  - 音楽学専攻
  - 器楽専攻
  - 声楽専攻
- 短期大学部
  - 音楽科
    - ピアノ専門
    - 器楽専門
    - 声楽専門
    - 音楽療法士養成課程

  - 専攻科
    - 音楽専攻

## 大学関係者

### 教職員
- 田部京子 - ピアニスト・ショパン国際ピアノコンクール最優秀演奏賞受賞
- 佐藤美枝子 - 声楽家・チャイコフスキー国際コンクール声楽部門1位受賞
- 矢部達哉 - ヴァイオリニスト
- 原田禎夫 - チェリスト
- ヨセフ・モルナール - ハープ
- 彦坂眞一郎 - サクソフォン
- 曽根麻矢子 - チェンバロ
- 下野竜也 - 指揮者・ブザンソン国際指揮者コンクール優勝  - 2016年7月退任

### 卒業生・在校生
- 宇野ゆう子（シャンソン歌手）- 『サザエさん』主題歌を歌唱
- 辻井伸行（ピアニスト、大学ピアノ専攻卒）-　第13回（2009年）ヴァン・クライバーン国際ピアノコンクール、金賞（優勝者）
- 七瀬なつみ（女優、短期大学部）
- 愛まち子（元歌手・女優）
- 石井あす香（女優、大学声楽科卒）
- 船越由佳（シンガーソングライター）
- 新井豊美（詩人）
- 若谷和子（童謡作詞家、詩人）
- 片山由美子（俳人・俳人協会幹事）- 女優の片山由美子とは別人
- 中島千里（声優）
- 永山美穂（フリーアナウンサー、高等部・大学器楽学科ピアノ専攻）
- 青木京子（山口放送アナウンサー）
- 太田光子（リコーダー奏者）- 上野学園大学講師
- 石井宏子（君津市長、元千葉県議会議員）
- みうらうみ（ファッションモデル、ピアノ専攻卒）
- 岩瀬弥永子（フリーアナウンサー、元四国放送アナウンサー、音楽学部声楽科卒業）